# Petra Mandátová
Petra Mandátová (* 7. September 1990) ist eine tschechische Unihockeyspielerin, die beim schweizerischen Nationalliga-A-Verein Floorball Riders Dürnten-Bubikon-Rüti unter Vertrag steht.

## Karriere

### Verein
Mandátová stammt aus den Nachwuchs der Snipers, einer Mannschaft aus der dritthöchsten Spielklasse. Dabei erzielte sie in 39 Partien über 100 Punkte und war auf dem Radar von zahlreichen Spitzenmannschaften.
Nach zwei Jahren bei den Snipers in der ersten Mannschaft wechselte sie in die Extraliga zu Vítkovice. 2010 debütierte die Tschechin in der ersten Mannschaft von Vítkovice in der Extraliga. Einen Grossteil der Saison absolvierte sie jedoch in der zweiten Mannschaft. In der ersten Saison kam sie in 11 Partien zum Einsatz. 2011 absolvierte sie in der Qualifikation Partien für FBC ČPP Remedicum Ostrava sowie für den 1. SC Vítkovice. Am 26. Oktober 2011 wurde sie bis zum 19. Dezember an den FBC ČPP Remedicum Ostrava ausgeliehen.
2017 entschied Vítkovice erneut, dass Mandátová verliehen werden sollte. 2017/18 absolvierte sie ausschliesslich für den FBS Olomouc.
2018 wechselte Mandátová zu Unihockey Basel Regio in die Schweizer Nationalliga B.
Nach zwei erfolgreichen Saisons in der Nationalliga B wechselte sie 2020 zu den Floorball Riders in die Nationalliga A. Im Frühjahr 2021 verkündeten die Riders, dass der Vertrag mit der Tschechin nicht verlängert wird.
2021 wechselte Mandátová zu den Red Lions Frauenfeld.

### Nationalmannschaft
Nach ihrer erfolgreichsten Spielzeit im Verein wurde Mandátová als Verteidigerin das erste und ezinge Mal für die tschechische A-Nationalmannschaft aufgeboten und kam an der Euro Floorball Tour 2016 in drei Partien zum Einsatz.